# 陳光宇
陳光宇（?—?），江蘇省江寧府江寧縣人，清末政治人物、進士出身。

## 生平
光緒十六年（1890年），参加光緒庚寅科殿試，登進士二甲31名；同年五月，改翰林院庶吉士。光緒十八年五月，庚寅科散館，授翰林院編修。
光緒十九年（1893年），御史李慈铭奏其人品有问题，被严加察看。
光緒二十年（1894年），经复查，被解除察看，照旧供职。